# José Luis Fernández
José Luis Fernández (Ciudadela, 26 ottobre 1987) è un calciatore argentino, centrocampista svincolato.

## Caratteristiche tecniche
È un esterno sinistro.

## Carriera

### Club
Dopo aver giocato con il Racing Club, nel 2011 si trasferisce al Benfica. Seguono due prestiti a Estudiantes (LP) e Godoy Cruz.

### Nazionale
Nel 2010 debutta con la nazionale argentina.

## Palmarès

### Club

#### Competizioni nazionali
- Coppa di Lega portoghese: 1

Benfica: 2010-2011
- Copa Argentina: 1

Rosario Central: 2017-2018